# Ploter atramentowy

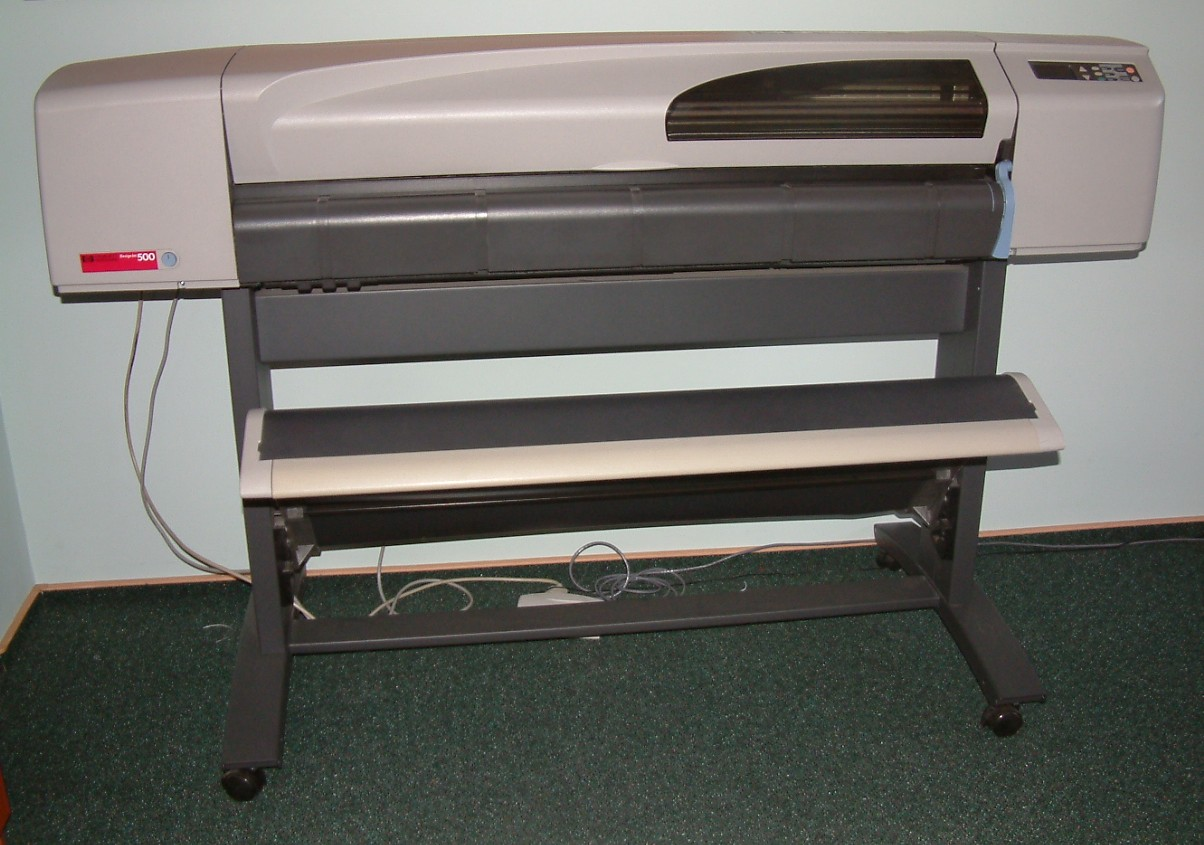
Ploter atramentowy

Ploter atramentowy (drukarka wielkoformatowa) – sterowane komputerowo urządzenie drukujące. Jest rodzajem plotera wyposażonego w głowicę z tuszem lub atramentem, umożliwiającą druk zarówno grafiki wektorowej, jak i rastrowej na dowolnych płaskich powierzchniach. Głowice są tego samego typu, co w drukarkach atramentowych, i mogą być stosowane do nanoszenia podobnej ilości kolorów podstawowych, a także innych substancji, np. zabezpieczających.
Plotery atramentowe są najczęściej typu bębnowego, gdzie materiał może być w postaci arkusza lub wstęgi, głowica przesuwa się wzdłuż osi bębna (oś X), a ruch w osi Y uzyskiwany jest poprzez przesuw zadrukowywanego podłoża.
Maksymalna szerokość stosowanego materiału zależy od typu plotera i zawiera się od ok. 42 cm do nawet kilku metrów.
Plotery atramentowe stosowane są w poligrafii, zastosowaniach inżynierskich, geodezji, architekturze, także w pracy biurowej.
Na ploterach atramentowych drukować można: mapy, plany, schematy, rysunki techniczne, diagramy, arkusze lub obszerne zestawienia danych, a także plakaty, grafiki, a nawet wysokiej jakości zdjęcia.
Niektóre modele wyposażono także w głowicę tnącą, dzięki czemu mogą one spełniać rolę plotera tnącego – tak zwany ploter drukująco-tnący. Istnieją też modele ploterów drukujących, gdzie głowicę z atramentem zastąpiono przez laser. Są to plotery laserowe.

## Rodzaje ploterów atramentowych
Poza podziałem ploterów atramentowych względem szerokości zadruku można rozróżnić je ze względu na rodzaj stosowanych w nich tuszy. Wyróżnia się plotery drukujące przy pomocy:
- tuszy wodnych
- tuszy pigmentowych, które charakteryzują się odpornością na warunki atmosferyczne i działanie wody[5].